# Stefan Keuter
Stefan Keuter (* 19. August 1972 in Essen) ist ein deutscher Politiker (AfD) und seit 2017 Mitglied des Deutschen Bundestags. Seit Oktober 2023 ist er stellvertretender Fraktionsvorsitzender der AfD-Bundestagsfraktion.

## Leben
Nach dem Abitur am Essener Carl-Humann-Gymnasium absolvierte Keuter die Ausbildung zum Bankkaufmann bei der Deutschen Bank. Dort konnte er im Rahmen eines Förderprogramms ein berufsbegleitendes Studium aufnehmen, das er als Diplom-Betriebswirt (FH) abschloss. Danach war Keuter als leitender Angestellter und Geschäftsführer in verschiedenen Unternehmen tätig.
Keuter ist Mitglied der römisch-katholischen Kirche, geschieden und Vater eines Kindes.

## Politik
2013 trat Keuter der AfD bei, er war bis Ende 2017 Sprecher des Kreisverbands Essen der Partei und stellvertretender Sprecher des Bezirksverbandes Düsseldorf. Dieses Amt bekleidete er bis 2018, kandidierte jedoch nicht erneut mit der Begründung, sich auf die Ausübung seines Bundestagsmandates konzentrieren zu wollen. 2017 kandidierte er im Wahlkreis Essen III für den Deutschen Bundestag und erhielt 8,09 % der Erststimmen, womit er den fünften Platz der Einzelbewerber erreichte. Durch den Listenplatz 11 auf der nordrhein-westfälischen Landesliste der AfD gelang ihm der Einzug in den Deutschen Bundestag. Keuter ist Mitglied des Finanzausschusses und stellvertretendes Mitglied des Ausschusses für wirtschaftliche Zusammenarbeit und Entwicklung. Er ist Obmann des 1. Unterausschusses. Außerdem ist er stellvertretendes Mitglied des Gemeinsamen Ausschusses des Deutschen Bundestages.
Er war ordentliches Mitglied im 1. Untersuchungsausschuss der 19. Wahlperiode des deutschen Bundestages. Seit 8. Juli 2022 ist er Mitglied im 1. Untersuchungsausschuss der 20. Wahlperiode des Deutschen Bundestages.

## Kontroversen
Im Oktober 2017 verschickte Keuter über WhatsApp mindestens sieben Bilder, die den Nationalsozialismus verherrlichen. Darunter waren neben Bildern von Adolf Hitler beim Hitlergruß auch Fotos, die bewaffnete Wehrmachtssoldaten mit Text-Untertiteln zeigen, die Gewalt gegen Asylbewerber propagieren. Der Bundestagsabgeordnete bestritt den Sachverhalt zunächst, bestätigte dann jedoch, die Fotos an einen inzwischen entlassenen Mitarbeiter verschickt zu haben, der für ihn „das politische Spektrum von links bis rechts beobachtet“ haben soll. Der ehemalige Mitarbeiter hingegen bekräftigte, dass die Fotos in der Regel ohne Kommentar oder Arbeitsauftrag bei ihm angekommen seien. In der Verhandlung vor dem Wuppertaler Landgericht belastete ein weiteres AfD-Mitglied Keuter. Der Zeuge ging davon aus, dass Keuter inhaltlich hinter den Aussagen der Bildchen stehe oder diese lustig finde. „Keuter habe im Büro auch immer mal wieder mit den Worten: ‚Heil Hitler‘ und der entsprechenden Handbewegung salutiert und dabei die Hacken zusammengeschlagen. Am Telefon habe Keuter sich ihm gegenüber öfter mit ‚Reichskanzlei Hitler‘ gemeldet [...]“.

### Russlandkontakte
Stefan Keuter verfügt über Kontakte zu offiziellen Stellen der Russischen Föderation. 2018 war er Wahlbeobachter in Kasan, Hauptstadt der russischen Republik Tatarstan. 2021 betätigte er sich während der Wahl zum russischen Parlament als Pseudo-Wahlbeobachter in Baschkortostan, während die OSZE aufgrund zahlreicher Auflagen keine Wahlbeobachter entsandte. Nachdem er 2022 online an der Tagung „Wirtschaft gegen Sanktionen“ in Moskau teilnahm und dort auch sprach, kritisierte Robin Wagener dessen Äußerungen zum russischen Angriffskrieg gegen die Ukraine als „anti-amerikanisches Verschwörungsmärchen“. Im Februar 2023 wurde bekannt, dass Keuter sich in Russland für den Austausch des deutschen Söldners Alexander F. eingesetzt hatte, der von der Ukrainischen Armee gefangen genommen worden war.

### Anzeige wegen Verdachts auf Volksverhetzung, 2019
Die Gedenkstätte Lindenstraße erstattete im November 2019 gegen Keuter eine Anzeige wegen des Verdachts auf Volksverhetzung. Nach Darstellung der Gedenkstätte hat Keuter bei einem Besuch der Einrichtung die Krankenmorde in der Zeit des Nationalsozialismus gerechtfertigt. Keuter bestreitet diese Vorwürfe, er habe nur kritisiert, dass die Ausstellung die „Verbrechen in der DDR“ im Verhältnis zu denen des Nationalsozialismus nur ungenügend darstelle. Die Vorsitzende der Gedenkstätte sprach hingegen von einer „unerträgliche[n] Verharmlosung von NS-Verbrechen“ durch Keuter. Es kam aber zu keinen Ermittlungen seitens der Polizei oder Staatsanwaltschaft. Daraufhin stellte Keuter Antrag auf einstweilige Verfügung gegen die Gedenkstätte beim Landgericht Potsdam, das den Antrag abwies; der Beschluss wurde aber vom Brandenburgischen Oberlandesgericht wieder aufgehoben, das dem Antrag stattgab.

### Im Auftrag des chinesischen Geheimdienstes, 2023
Im Dezember 2023 wurde öffentlich bekannt, dass Keuter im Rahmen seiner parlamentarischen Arbeit im Bundestag im Auftrag des chinesischen Geheimdienstes MSS (Ministerium für Staatssicherheit) tätig geworden sein soll. In einem von einem westlichen Geheimdienst mitgeschnittenen Chat-Verlauf zwischen einem MSS-Agenten (Deckname: Daniel Woo) und dem belgischen Politiker Frank Creyelman schrieb der chinesische Agent, er habe Keuter im Jahre 2021 dazu gebracht, im Bundestag eine Kleine Anfrage zu stellen mit dem Ziel, die Demokratie-Bewegung in Hongkong und deren Akteure zu diskreditieren und die damalige Bundesregierung mit dem Thema „zu nerven“. Tatsächlich stellte Keuter im Frühjahr 2021 eine entsprechende Kleine Anfrage. Auf Nachfrage von Journalisten bestritt Keuter jedoch, die Kleine Anfrage im Auftrag des chinesischen MSS gestellt oder dafür Geld angenommen zu haben.
Keuter warf dem Verfassungsschutz in einer Rede vor dem Bundestag am 25. April 2024 vor, „uns vor angeblichen Spionen nicht frühzeitig zu informieren“.